# Division de Cassini
Pour les articles homonymes, voir Cassini.

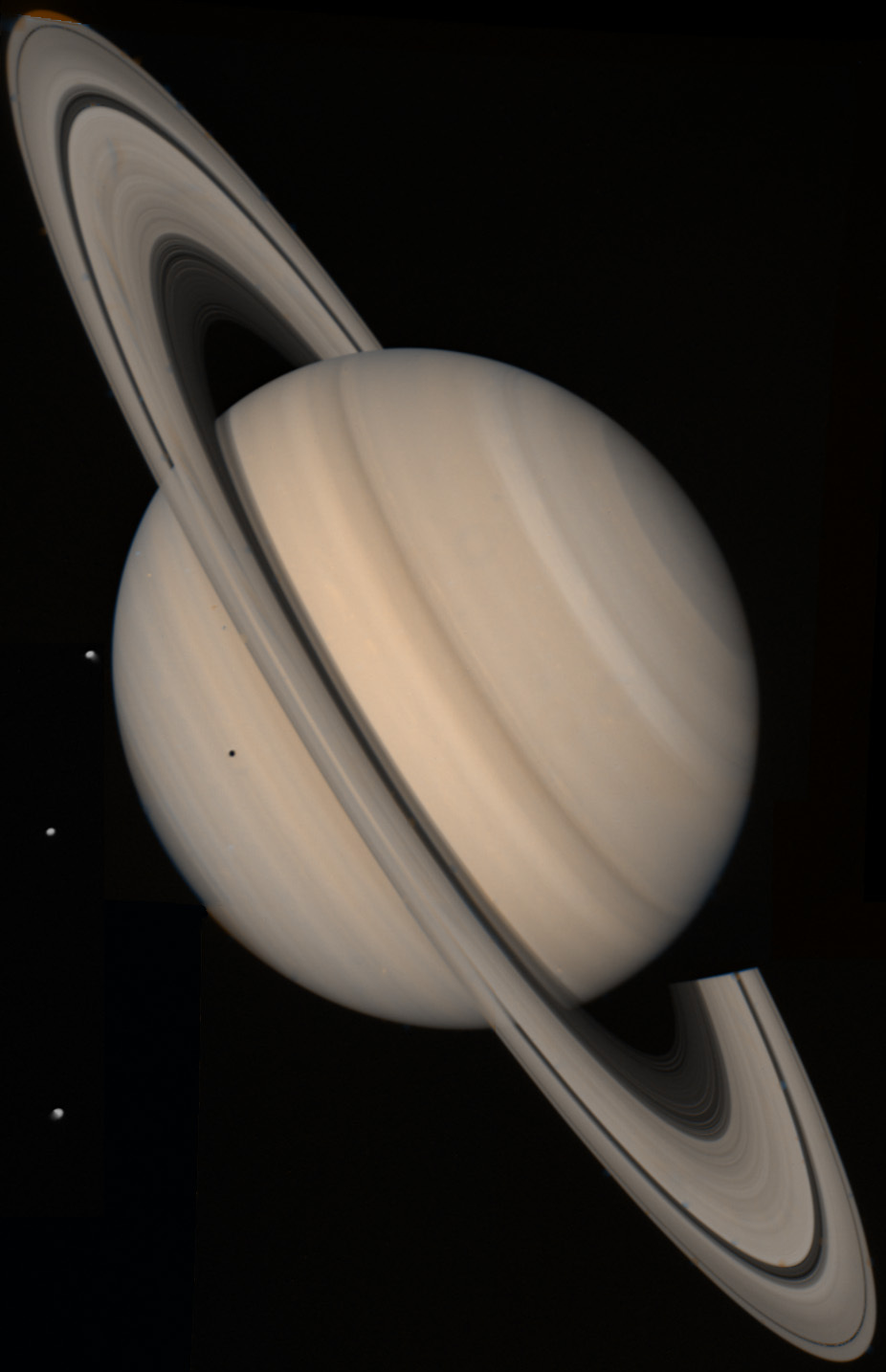
Sur cette image de Saturne, la division de Cassini est la zone sombre située entre les deux anneaux principaux.

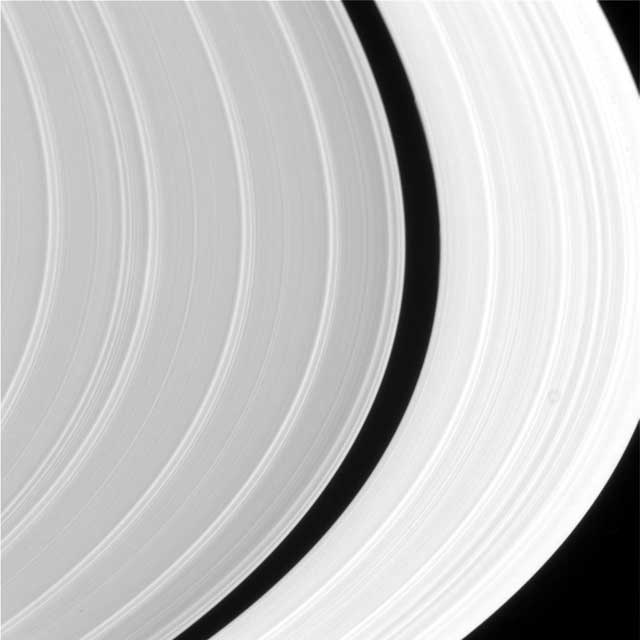
Image des anneaux A et B prise par la sonde spatiale Cassini ; la division de Cassini est clairement visible au milieu de l’image.

La division de Cassini est la région des anneaux de Saturne qui sépare les anneaux A et B de la planète Saturne. Elle est ainsi désignée en l’honneur de l’astronome Jean-Dominique Cassini qui l’a découverte en 1675.

## Première observation
Il est communément admis que la division de Cassini a été observée, pour la première fois, en 1675, par Jean-Dominique Cassini.

Dans une lettre publiée, pour la première fois, le 25 septembre 1676, Cassini déclare : 
« Deinde latitudo Annuli dividebatur bifariam, Linea obscura apparenter Elliptica revera Circulari quasi in duos annulos concentricos, quorum interior exteriori lucidior erat. Hanc phasim statim post emersionem Saturni e Solaribus radiis per totum annum usque ad ejus Immersionem conspexi ; primo quidem, Telescopie Pedum 35, deinde minori, Pedum 20. Ejus delineationem, utcumque rudem, properante calamo hic adjeci. »
— Jean-Dominique Cassini, Extrait de la lettre de Signor Cassini concernant une tache récemment vue dans le soleil, ajoutée à une remarquable observation de Saturne, faites par lui-même. Transactions philosophiques.

« Ensuite, il se divise en deux larges anneaux, apparemment la ligne sombre qui semble elliptique est vraiment circulaire et sépare deux anneaux concentriques, dont (celui de) l'intérieur est plus brillant que l'extérieur. Immédiatement après l’émersion de Saturne des rayons du soleil les anneaux sont visibles toute l'année jusqu'à ce qu’ils disparaissent ; d'abord, avec un télescope 35 pieds, puis un plus petit de 20 pieds. Ce format plus modeste est plus facile (à utiliser). »
— Extrait de la lettre de Signor Cassini concernant une tache récemment vue dans le soleil, ajoutée à une remarquable observation de Saturne, faites par lui-même. Transactions philosophiques.
Son observation est néanmoins discutée.

## Principales caractéristiques
Selon des mesures récentes,, la limite interne de la division de Cassini se situe à 117 500 km du centre de Saturne et sa limite externe à 122 000 km. Elle est donc large de 4 500 km. D’autres chiffres sont aussi publiés : 117 580  et   122 170 km ou encore 117 500  et   122 200 km.
Par le traitement numérique d’un cliché pris en 1969 par Pierre Guérin, Gérard Coupinot a établi, en juin 1973, que la division de Cassini n’est pas une région vide de matière.
Des études récentes ont montré que la division de Cassini est une zone où la densité des particules est plus faible que dans
les anneaux avoisinants et pas un endroit vide de matière. Il semble que l’attraction gravitationnelle de Mimas en soit la cause : la division de Cassini se trouvant en résonance avec l’orbite du satellite, les passages successifs de Mimas éjectent vraisemblablement les matériaux situés dans la division de Cassini (Goldreich and Tremaine 1978). Il n’y a cependant pas unanimité sur cette explication.
Les anneaux de Saturne possèdent d’autres divisions similaires, comme la division d’Encke ou celle de Keeler, mais la division de Cassini est la plus grande et peut être observée sans difficulté avec un petit télescope.
De nombreuses images montrant la division de Cassini, les anneaux de Saturne et Saturne elle-même sont disponibles sur le site de la mission Cassini-Huygens.